# Royalty free
Royalty Free — вид ліцензії, за якої фотографія[джерело?] може продаватися необмежену кількість разів. При продажу фотографії, всі права на зображення залишаються в автора. Йому виплачують фіксований гонорар, який не може бути змінений надалі. Покупець не несе ніяких додаткових витрат.
Покупець може використовувати зображення на свій розсуд.
Переваги Royalty Free ліцензії:
- Низька вартість фотографій, зазвичай, 1—5$.
- Великий вибір, найкрупніші фотобанки мають в колекції понад 1 000 000 зображень.
- Простота купівлі.
- Можливість використовувати придбану фотографію декілька разів.

Недоліки:
- Відсутність ексклюзивності у фотографії: зображення може купити багато людей.
- Обмеження на тираж і способи використання.